# TSV Marl-Hüls
TSV Marl-Hüls – niemiecki klub piłkarski, grający obecnie w Landeslidze Westfalen - Staffel 4 - Nord (odpowiednik siódmej ligi), mający siedzibę w mieście Marl, leżącym w Nadrenii Północnej-Westfalii.

## Historia
- 01.08.1912 - został założony jako Spiel and Sport Drewer-Nord
- 1919 - połączył się z TV Sinsen tworząc Spiel and Sport Hüls-Sinsen
- 29.10.1946 - połączył się z TV Hüls 1912 tworząc TSV Hüls
- 26.06.1954 - zmienił nazwę na TSV Marl-Hüls

## Sukcesy
- 3 sezony w Oberlidze West (1. poziom): 1960/61-1962/63.
- 7 sezonów w Regionallidze West (2. poziom): 1963/64-1969/70.
- amatorskie mistrzostwo Niemiec: 1954 (mistrz)
- amatorskie mistrzostwo Niemiec: 1972 (finał)
- Bezirksliga Westfalen - Staffel 12 (8. poziom): 2011 (mistrz)